# Borogovo
Borogovo är ett samhälle i Bosnien och Hercegovina.   Det ligger i entiteten Republika Srpska, i den östra delen av landet, 70 km nordost om huvudstaden Sarajevo. Borogovo ligger 351 meter över havet och antalet invånare är 283.
Terrängen runt Borogovo är huvudsakligen kuperad, men åt nordväst är den platt. Närmaste större samhälle är Kalesija, 8,5 km nordväst om Borogovo. 
Omgivningarna runt Borogovo är en mosaik av jordbruksmark och naturlig växtlighet. Runt Borogovo är det ganska tätbefolkat, med 67 invånare per kvadratkilometer.